# Anàlisi d'ultratraces
L'anàlisi química d'ultratraces està caracteritzada per permetre determinar fins a quantitats de 10-12 a 10-14 grams de metalls sense la necessitat d'utilitzar preconcentracions químiques de separació. Per exemple, fent servir l'espectrometria de masses com a formació prèvia de quelats de heptaflururdimetiloctanediona, es van aconseguir detectar 14 metalls diferents: alumini, crom, ferro, níquel, coure, itri, pal·ladi, neodimi, samari, disprosi, holmi, tuli, iterbi i plom.